# Juan María Uriarte Goiricelaya

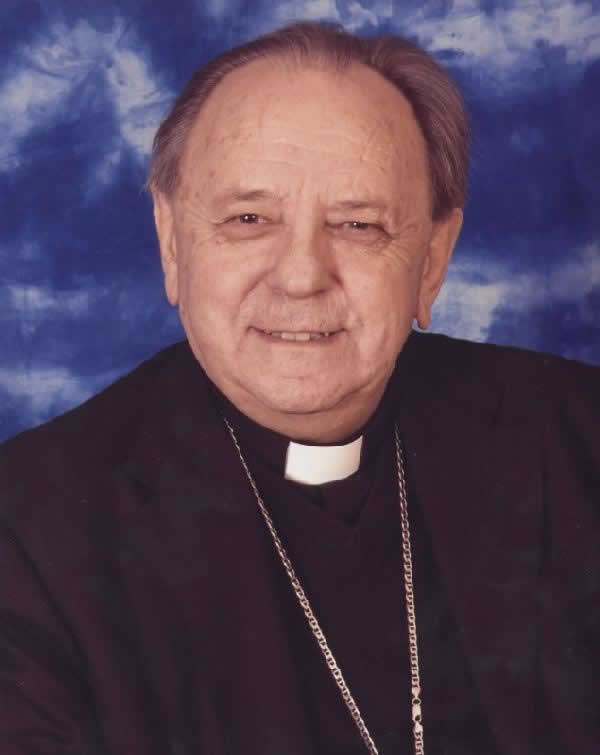
Juan María Uriarte Goiricelaya (2016)

Juan María Uriarte Goiricelaya (* 7. Juni 1933 in Frúniz; † 17. Februar 2024 in Bilbao-Basurto) war ein spanischer Geistlicher und römisch-katholischer Bischof von San Sebastián.

## Leben
Juan María Uriarte Goiricelaya studierte Theologie an der Päpstlichen Universität Comillas und Psychologie an der Université catholique de Louvain. Am 28. Juli 1957 empfing er die Priesterweihe für das Bistum Bilbao. Er war Ausbilder am Knabenseminar von Bilbao und Regens des Priesterseminars von Bilbao.
Papst Paul VI. ernannte ihn am 17. September 1976 zum Weihbischof in Bilbao und Titularbischof von Marazanae. Der Bischof von Bilbao, Antonio Añoveros Ataún, spendete ihm am 11. Oktober desselben Jahres die Bischofsweihe; Mitkonsekratoren waren José María Cirarda Lachiondo, Bischof von Córdoba, und Luis María de Larrea y Legarreta, Bischof von León.
Am 17. Oktober 1991 wurde er zum Bischof von Zamora ernannt. Johannes Paul II. ernannte ihn am 13. Januar 2000 zum Bischof von San Sebastián. Er war Mitglied der Bischöflichen Kommission für Lehre und Katechese (1978–1981) und Mitglied der Bischöflichen Kommission für die Universitäten (1978–1990) sowie Mitglied der Bischöflichen Kommission für den Klerus (1990–1993) und Vorsitzender dieser Kommission von 1993 bis 1999. Er war zudem Mitglied des Exekutivausschusses der spanischen Bischofskonferenz (1999–2002).
Am 21. November 2009 nahm Papst Benedikt XVI. seinen altersbedingten Rücktritt an. Mitte Februar 2024 starb er in einem Krankenhaus in Bilbao-Basurto.